# El dinero de los demás
El dinero de los demás (en francés : L'Argent des autres) es una película de drama francesa dirigida por Christian de Chalonge y protagonizada por Jean-Louis Trintignant, Catherine Deneuve, Claude Brasseur y Michel Serrault. 
Fue la ganadora en Premio Louis Delluc y en los Premios César donde obtuvo el de Mejor Película.

## Sinopsis
El ejecutivo bancario Henri Rainier concede un préstamo enorme al inversionista Claude Chevalier d'Aven. Sin embargo, los negocios de Chevalier resultan tan ruinosos que el banco se ve obligado a cubrir el déficit. Por si fuera poco, Rainier es considerado culpable del desastre de la entidad financiera. A pesar de todo, Rainier, lejos de quedarse de brazos cruzados, decide demandar a su anterior jefe.

## Reparto
- Jean-Louis Trintignant como Henri Rainier.
- Catherine Deneuve como Cécile Rainier.
- Claude Brasseur como Claude Chevalier d'Aven.
- Michel Serrault como Miremant.
- Gérard Séty como De Nully.
- Jean Leuvrais como Heldorff.
- François Perrot como Vincent.
- Umberto Orsini como Blue.
- Michel Berto como Duval.
- Francis Lemaire como Torrent.
- Juliet Berto como Arlette Rivière.
- Raymond Bussières como el padre de Claude Chevalier d'Aven.

## Premios y nominaciones

### Premios César
- Mejor Película - Ganadora
- Mejor Director a  Christian de Chalonge - Ganador
- Mejor Actor de Reparto a Michel Serrault - Nominado
- Mejor guion a Christian de Chalonge y Pierre Dumayet - Nominados
- Mejor montaje a Jean Ravel - Nominado

### Premio Louis Delluc
- Mejor Película - Ganadora